# Prešpurský mír
Prešpurský mír nebo také bratislavský mír je název čtyř mírových smluv z let 1271, 1491, 1626 a 1805, podepsaných v Prešpurku (dnešní Bratislavě na Slovensku). Nejznámější je čtvrtá mírová smlouva z roku 1805 mezi diplomaty francouzského císaře Napoleona a rakouského císaře Františka I.

## První

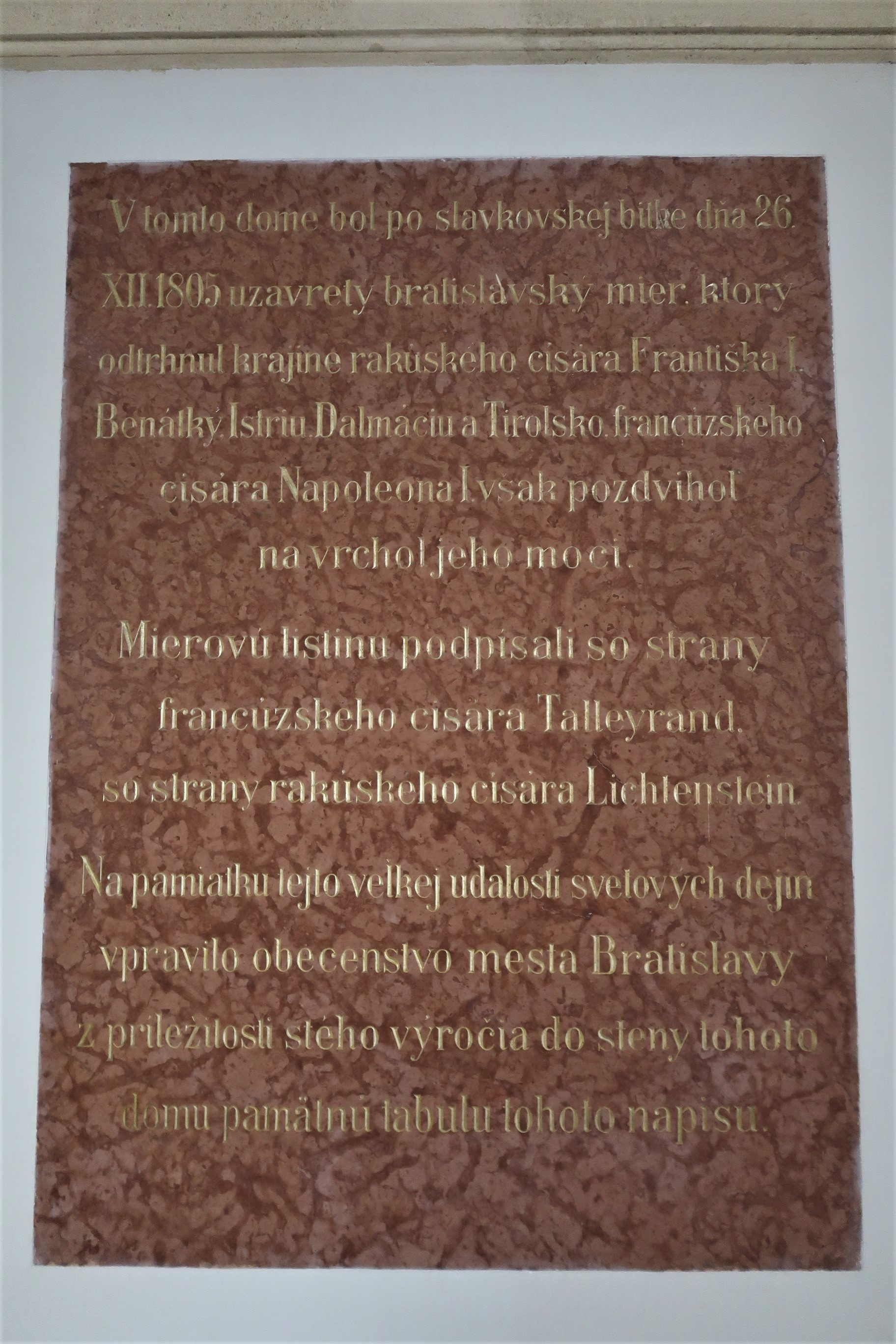
Pamětní deska k uzavření Prešpurského míru (1805) osazená v průjezdu Primaciálního paláce

První smlouva byla podepsána mezi uherským králem Štěpánem V. a českým králem Přemyslem Otakarem II. 2. července 1271. Podle smlouvy se Uhry vzdaly nároků na území Rakous,  Štýrska,  Korutan a Kraňska. Čechy se vzdaly podřízených uherských území.

## Druhá
Druhá smlouva byla podepsána 7. listopadu 1491. V ní se uherský a český král Vladislav Jagellonský vzdal nároků na Dolní Rakousy a souhlasil, aby rakouský arcivévoda Maxmilián I. Habsburský nastoupil na uherský trůn v případě, že by neměl mužského potomka (nakonec měl syna Ludvíka narozeného v roce 1506, takže tato podmínka neměla účinek).

## Třetí
Třetí smlouva z 30. prosince 1626 mezi vůdcem protihabsburského povstání Gabrielem Betlenem a císařem a králem Ferdinandem II. ukončila Betlenovo povstání a byla potvrzením Mikulovského míru z roku 1619. Betlen také souhlasil dále nebojovat proti císaři a nemohl se spojit s Osmany.

## Čtvrtá
Čtvrtá a nejznámější smlouva (Prešpurský mír, německy Preßburger Frieden, francouzsky Traité de Presbourg) byla podepsána po rakouských porážkách při Ulmu a u Slavkova 26. prosince 1805 mezi Janem I. a Ignácem Gyulayem, diplomaty Františka II., a diplomatem císaře Napoleona Talleyrandem v Primaciálním paláci v Bratislavě. Smlouva ukončila rakouskou účast na napoleonských válkách a Rakousko se muselo vzdát italských a německých území, která připadla Francii nebo francouzským spojencům. Šlo o Tyroly, Vorarlbersko a Augsburg, jež přešly pod Bavorsko a Benátsko, a o Istrii a Dalmácii, které přešly pod napoleonské Italské království. Rakousko se dále vzdalo všech nároků na německé státy, jako kompenzaci dostalo Salcbursko. Ve smlouvě byly také zahrnuty náhrady Francii ve výšce 40 miliónů franků.
Devět měsíců po podpisu smlouvy, 6. srpna 1806 zanikla Svatá říše římská a císař František II. se stal rakouským císařem Františkem I.